# ماثيو بينيت (لاعب كريكت)
ماثيو بينيت (2 سبتمبر 1982 في المملكة المتحدة - )  (بالإنجليزية: Matthew Bennett)‏ هو لاعب كريكت بريطاني. لعب مع Kent Cricket Board ‏.

## وصلات خارجية
- ماثيو بينيت على موقع إي آس بي آن كريك إنفو (الإنجليزية)